# Kolleg Panevėžys

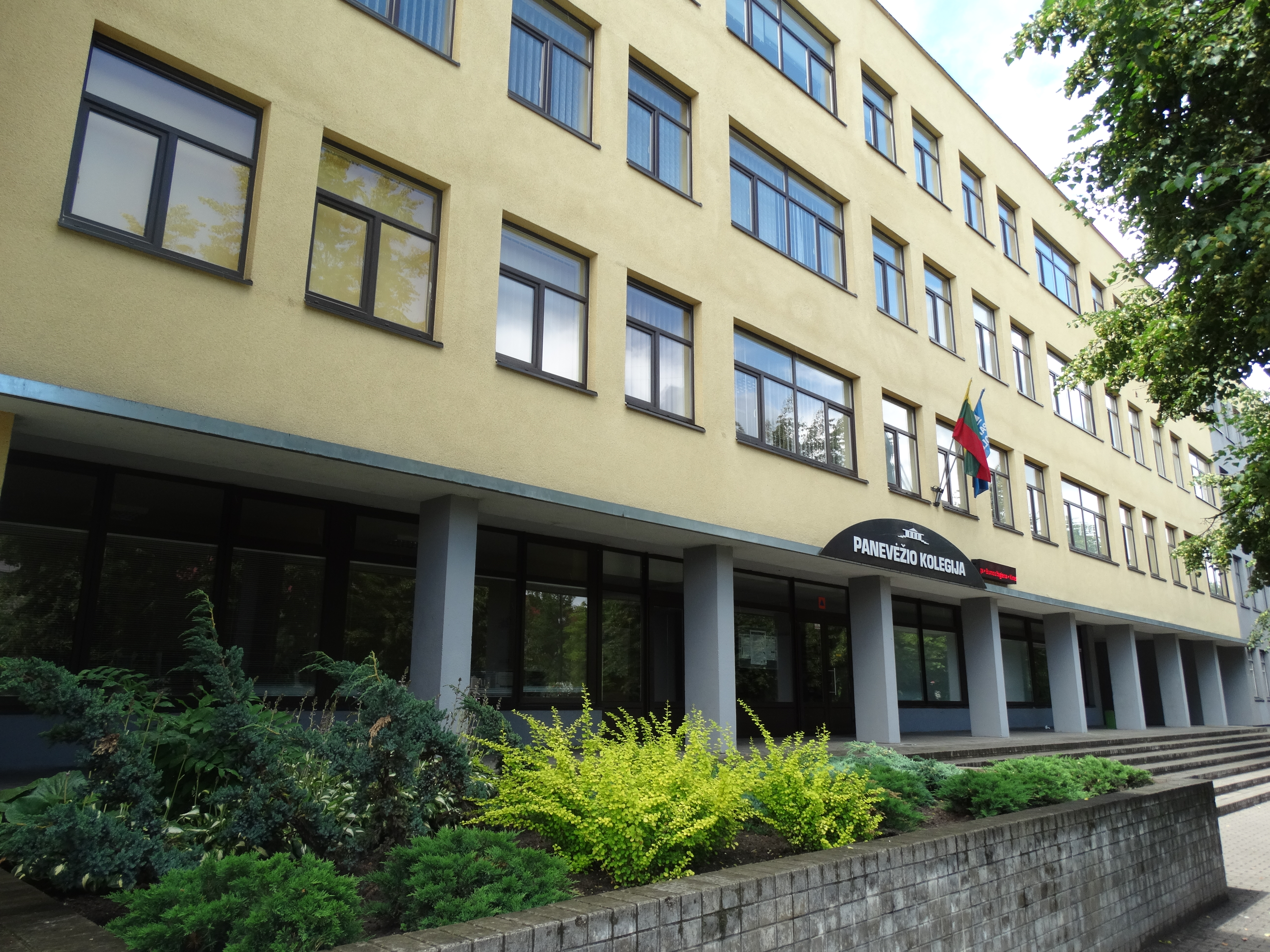
Gebäude

Das Kolleg Panevėžys (lit. Panevėžio kolegija) ist eine Hochschule in Panevėžys, Litauen.  2008 besuchten 2.400 Studenten das Kolleg. Im Jahr 2013 wurden dort  285 Mitarbeiter beschäftigt.

## Studiengänge und Spezialisierungen
- Umweltschutz, Elektro- und Automatisierungstechnik, Energiesysteme im Bau, Bau, Computertechnik, Informationssysteme, Computer Network Administration, E-Business-Technologien, Buchhaltung (Buchhaltung in haushaltspolitischen Institutionen; Accounting für Kredit- und Finanzinstitute), Finanzen, Betriebswirtschaft (Marketing Management; Handelsmanagement), Anzeigen-Management, Logistikmanagement, Tourismus und Freizeitwirtschaft
- Pflege der allgemeinen Praxis, Physikalische Therapie, Dental Care, Mundhygiene, Beauty Therapy, Soziale Arbeit (Soziale Arbeit mit Familien; Organisation der Sozialdienste; Koordination der sozialen Programme), Sozialpädagogik, Arbeit mit Kindern in Gefahr, CSPE; Soziale Prävention und Rehabilitation
- Informelle Kunsterziehung (Instrumentalmusik; Tanz und Theater; Angewandte Kunst), Vorschulpädagogik, Musikerziehung, Freizeitmusik,
- Recht (Versicherungsverwaltung;  Schutz des Eigentums;  Beschaffung).

## Struktur
- Fakultät für Medizin und Sozialwissenschaften
- Fakultät für Wirtschaft und Technologien
- Filiale Rokiškis

## Leitung
- Direktor: Egidijus Žukauskas
- Stellv. Direktorin für akademische Tätigkeit:  Rasa Glinskienė
- Stellv. Direktor für Infrastruktur:  Gediminas Sargūnas